# SS Noronic
Le SS Noronic est un vapeur qui navigua de 1914 à 1949 sur les Grands Lacs en Amérique du Nord. Le 17 septembre 1949, le SS Noronic prit feu, causant le décès d'une centaine de passagers. Selon l'enquête, l'incendie serait criminel.

## Histoire
Le SS Noronic est lancé en 1913 et affrété par la Northern Navigation Company, compagnie qui sera acquise par la Canada Steamship Lines (CSL). Le navire, de taille considérable, est particulièrement apprécié par les navetteurs. Sa capacité maximale est de 600 passagers et 200 hommes d'équipage faisant du Noronic l'un des plus grands vapeurs des Grands Lacs.
Le 14 septembre 1949, le SS Noronic appareille de Détroit avec 705 voyageurs et membres d'équipage à son bord. Le 17, vers 2 h 30, un passager découvre qu'un incendie se propage dans la lingerie. En moins de 10 minutes le Noronic se transforme en brasier. Les secours sont assez rapides et permettent de sauver bon nombre de passagers. Malheureusement, 119 personnes périssent dans l'incendie. De nombreux blessés sont aussi recensés.

### Enquête
Peu de temps après, une enquête est demandée par le gouvernement. Celle-ci, présidée par le juge de la Cour suprême, Roy L. Kellock, débute à Toronto le 28 septembre 1949 et se clôture le 7 novembre. Selon le rapport de Kellock, les causes de l'incendie demeurent mystérieuses, mais un grand nombre de passagers auraient pu avoir la vie sauve si le navire avait été mieux équipé.